# Deutsche Motoren Gesellschaft
DMG is een Duits historisch merk van motorfietsen.
De bedrijfsnaam was: Deutsche Motoren Gesellschaft GmbH, Berlin-Charlottenburg.
DMG was een klein Duits merk dat vanaf 1921 eerst 147cc-hulpmotoren en later complete motorfietsen met 198cc-zijklepmotoren in beperkte oplage bouwde. Dit was een periode waarin honderden kleine bedrijven in Duitsland dezelfde markt wilden bedienen en de concurrentie was dan ook groot. Verreweg de meeste van deze merken haalden de tweede helft van de jaren twintig niet en dat gold ook voor DMG, dat in 1924 de productie stopzette.